# 뱀파이어 (1932년 영화)
《뱀파이어》(Vampyr - Der Traum Des Allan Grey)는 칼 테오도르 드레이어 제작 · 감독의 독일의 1932년 공포 영화이다. 셰리던 르 파누의 초자연 이야기 모음집 《유리잔 속에서 어둡게》의 여러 요소들에 기반을 두고 제작되었다. 줄리안 웨스트 등이 주연으로 출연하였다.

## 출연

### 주연
- 줄리안 웨스트
- 얀 히어로님코
- 모리스 슈츠

## 기타
- 원작자: 쉐리단 르 파누
- 미술: 허르만 웜